# Кастелново ди Сото
Кастелново ди Сото је насеље у Италији у округу Ређо Емилија, региону Емилија-Ромања.
Према процени из 2011. у насељу је живело 7401 становника. Насеље се налази на надморској висини од 28 м.

## Становништво
| 1951. | 1961. | 1971. | 1981. | 1991. | 2001. | 2011. |
| ----- | ----- | ----- | ----- | ----- | ----- | ----- |
| 6.452 | 6.403 | 6.735 | 7.129 | 7.154 | 7.810 | 8.594 |